# Украинофобия
Украинофо́бия (укр. українофобія, от Украина + др.-греч. φόβος «страх, боязнь») — неприязнь, предвзятое, подозрительное, враждебное отношение к Украине, украинцам, украинскому языку, культуре и истории, враждебное отношение ко всем проявлениям украинской национально-культурной самобытности. Как разновидность ксенофобии, она проявляется, в частности, в использовании оскорбительных этнонимов, в приписывании украинцам отдельных негативных черт.

## Определение
В 2023 году был принят Закон Украины «Об осуждении и запрете пропаганды российской имперской политики в Украине и деколонизации топонимии», согласно которому

Украинофобия — дискриминационные действия, публично высказанные призывы, в том числе в медиа, в литературных и художественных произведениях, отрицающие субъектность Украинского государства, украинской нации, борьбу против покорения, эксплуатации, ассимиляции Украинского народа, а также правомерность защиты политических, экономических, культурных прав Украинского народа, развития украинской национальной государственности, науки, культуры, презирающие характерные этнокультурные признаки украинцев, игнорирующие украинский язык и культуру.
Оригинальный текст (укр.)Українофобія — дискримінаційні дії, публічно висловлені заклики, у тому числі в медіа, у літературних та мистецьких творах, що заперечують суб’єктність Української держави, української нації, боротьбу проти підкорення, експлуатації, асиміляції Українського народу, а також правомірність захисту політичних, економічних, культурних прав Українського народу, розвитку української національної державності, науки, культури, зневажають питомі етнокультурні ознаки українців, ігнорують українську мову та культуру.

Слово «украинофоб» встречается в статье украинского учёного и литературного критика Сергея Ефремова 1912 года, после установления советской власти им пользовались учёные, публицисты и политики-эмигранты. После распада СССР об украинофобии открыто заговорили в независимой Украине.
Согласно радио «Свобода», украинофобы пытаются представить украинцев в карикатурном виде, приписать целому народу такие черты поведения, которые присущи только конкретному человеку. Они хотят изобразить украинский народ в карикатурно-презрительном виде и утверждают, что, например, «украинцы какие-то не такие: жадные, предатели, хитрые».
Понятие «украинофобии» шире, чем разновидность ксенофобии — враждебное отношение ко всему украинскому, украинской государственности и самоопределению украинской нации, отрицание права на существование Украины и украинского народа в целом. Украинофобия может относиться к культуре и истории украинского народа, украинскому языку и «всем проявлениям украинской национально-культурной самобытности», к «украинскому этнокультурному пространству» и украинским государственно-национальным символам. Украинский политолог Александр Палий заявил, что украинофобия в большинстве случаев — не просто «насмешка» над украинской нацией, а искреннее желание ей зла и даже отрицание права украинцев на существование как отдельного этноса.
По мнению других исследователей из Украины, страх и ненависть по отношению к украинскому народу связаны с тем, что соседние имперские и национальные проекты — «триединой русской нации», «Великой Польши», советского коммунизма, путинского «русского мира» — видели и видят в развитии украинской нации угрозу для собственной реализации.
По состоянию на 2011 год украинское законодательство не давало определения украинофобии и не формулировало перечня поступков и убеждений, относящихся к украинофобным или антиукраинским.
К украинофобским высказываниям иногда отнесят слова Розы Люксембург в её «Рукописи о русской революции»:

Украинский национализм в России был совсем иным, чем, скажем, чешский, польский или финский, не более чем просто причудой, кривляньем нескольких десятков мелкобуржуазных интеллигентиков, без каких-либо корней в экономике, политике или духовной сфере страны, без всякой исторической традиции, ибо Украина никогда не была ни нацией, ни государством, без всякой национальной культуры, если не считать реакционно-романтических стихотворений Шевченко.

## Украинофобия в России
Отрицание властями России Украины как суверенного государства и украинцев как отдельного народа вполне соответствует тому, что украинские исследователи считают украинофобией. Это не ксенофобия как страх перед «чужими». Скорее представление об Украине как отторгнутой части России.
По мнению политолога Антона Шеховцова, российская украинофобия отличается от многих других тем, что она направлена против определённого типа украинцев. Это не расовая, не биологическая, а политико-культурная фобия. Она направлена против тех украинцев, которые считают, что украинский народ является отдельной нацией, не является частью российского народа и имеет право на собственное государство, на собственный путь внешнеполитического развития. Когда украинцы соглашаются с тем, что они являются частью «большого русского пространства», с ними у российской власти проблем нет. В тот момент, когда люди заявляют, что «мы отдельная нация, у нас свой путь развития», эти люди, по замыслу Владимира Путина и ближайших лиц, заслуживают «денацификации». Именно их называют нацистами и стремятся уничтожить.

### История
Украинский журналист и учёный О. Г. Бакалец утверждает, что проявления украинофобии в России в виде органического неприятия украинской культуры, традиций и обычаев украинского этноса, нежелание потерять политико-экономическое и духовное господство на Украине имеют глубокие исторические корни. Об этом, по его словам, свидетельствуют примеры из эпох Петра I и Екатерины II.
Русский литературовед Олег Проскурин высказал мнение, что украинофобия возникла и распространилась в русском обществе как «своего рода реакция» на творчество Гоголя, при этом она парадоксальным образом способствовала национальной самоидентификации украинской культурной элиты.
Историк-эмигрант Н. И. Ульянов в труде «Происхождение украинского сепаратизма» рассматривал идею украинской идентичности как заведомо искусственную, утверждая в то же время, что корни идеи достаточно сильны и восходят ко временам задолго до восстания Б. Хмельницкого.
Как характерный пример украинофобии украинские историки рассматривают декларацию А. И. Деникина «К населению Малороссии», где стремление к украинской государственности и даже попытки введения украинского языка в образовательных учреждениях рассматривались как заведомо враждебные и неприемлемые для идеи «единой и неделимой России».
Руководитель Центра изучения истории Украины Санкт-Петербургского университета профессор Татьяна Таирова-Яковлева считает что в России украинофобия была всегда, особенно со второй половины XVIII века.
После победы активистов Евромайдана в киевском противостоянии 2013—2014 годов и отстранения от власти Виктора Януковича, в России стал проявляться яркий всплеск украинофобии. Ещё сильнее украинофобия в России укрепила свои позиции во время аннексии Крыма Россией и начала войны на востоке Украины.
Значительную роль в усилении украинофобных настроений в России сыграли российские федеральные телеканалы, такие как «Первый канал», «Россия 1» и НТВ. Например, широкий общественный резонанс получил телесюжет о распятом мальчике. 12 июля 2014 года в эфире программы «Время» «Первого канала» показали женщину, которая назвалась беженкой из Славянска и в красках рассказала, как украинские военные, войдя в город, собрали на главной площади всех местных жителей и устроили публичную казнь жены и маленького сына одного из бойцов самопровозглашённой Донецкой народной республики, причём мальчик, по словам героини сюжета, был распят на доске объявлений, а женщину привязали к танку и волочили по улице, пока она не умерла. Повторно сюжет был показан спустя день, 13 июля 2014 года, в авторской программе Ирады Зейналовой «Воскресное время». Однако, никаких документальных фактов, подтверждающих распятие мальчика в Славянске, найдено не было. Также, среди жителей Славянска не нашлось ни одного свидетеля подобных зверств украинской армии. Кроме того, в Славянске нет площади Ленина, на которой, согласно новостному сюжету, был казнён мальчик.
Ещё один аспект увеличения украинофобии в России — высказывания российских политиков и общественных деятелей, а также политиков и общественных деятелей самопровозглашённых Донецкой и Луганской народных республик:

Смести нужно все боеспособные части Украины, то есть лишить их газа, денег, армии и, последнее, лишить населения. Надо звать население Украины в Россию. Всех, кто хотят. Надо половину Украины перебросить за Урал, это 15 миллионов, как раз то, что нам нужно. Пусть живут, питание есть, энергия есть и не стреляют. Мы должны оставить Порошенко с функциями президента пустого Крещатика, никого нет, только тлеющие эти шины, что они жгли на Майдане. Только так нужно действовать, только так они поймут. Нужно с силой, жёстко, охват делать, чтобы «Новороссия» вернулась в Россию, а Галиция со Львовом ушли навсегда, и будет маленькое такое государство, а слово «Украина» перестанет существовать— Владимир Жириновский, депутат Государственной Думы всех созывов (лидер фракции ЛДПР)

Если говорить об украинской [армии]. В первые дни оккупации Коммунистическая партия Российской Федерации постоянно около 3 тысяч гуманитарных грузов отправляет. Наши люди встречаются с людьми, которые проживают там. В первые дни, когда началась оккупация, заходили в деревни, поселки, насиловали старых и малых девушек и бабушек и говорили «Чтобы никогда не рождали русских»— Николай Харитонов, депутат Государственной Думы VI созыва (фракция КПРФ)

Украины нет. Есть украинство. То есть, специфическое расстройство умов. Удивительным образом доведенное до крайних степеней увлечение этнографией. Такое кровавое краеведение. Сумбур вместо государства. Борщ, Бандера, бандура есть. А нации нет. Брошюра «Самостийна Украйна» есть, а Украины нет.— Владислав Сурков, российский государственный деятель, бывший  Помощник Президента Российской Федерации по вопросам социально-экономического сотрудничества с государствами СНГ, Абхазией и Южной Осетией 
Довольно известно украинофобское высказывание премьер-министра России Владимира Путина, произнесённое им на встрече с Джорджем Бушем младшим в 2008 году:

Когда же речь зашла об Украине, Путин вспылил. Обращаясь к Бушу, он сказал: «Ты же понимаешь, Джордж, что Украина — это даже не государство! Что такое Украина? Часть её территорий — это Восточная Европа, а часть, и значительная, подарена нами!» И тут он очень прозрачно намекнул, что если Украину все же примут в НАТО, это государство просто прекратит существование. То есть фактически он пригрозил, что Россия может начать отторжение Крыма и Восточной Украины
Главным виновником возникновения Украины на политической карте мира Владимир Путин в 2022 году назвал основателя советского государства Владимира Ленина:

В результате большевистской политики и возникла советская Украина, которую и в наши дни можно с полным основанием назвать «Украина имени Владимира Ильича Ленина». Он её автор и архитектор. Это целиком и полностью подтверждается архивными документами, включая жёсткие ленинские директивы по Донбассу, который буквально втиснули в состав Украины.
По данным опроса Левада-центра, проведённого 7—10 марта 2014 года, 56 % опрошенных россиян считали украинцев и русских одним народом, 38 % — двумя разными народами.
Согласно репрезентативному опросу, проведённому Левада-Центром в феврале 2016 года, 37 % россиян относятся к Украине «в основном плохо», и 22 % — «очень плохо». В сентябре 2013 года, до начала Евромайдана, таких было, соответственно 20 % и 3 %.
В 2022 году во время полномасштабного вторжения России в Украину украинофобские настроение в российском обществе усилились. Ярким примером является статья российского политтехнолога Тимофея Сергейцева «Что Россия должна сделать с Украиной», призывающая к этническим чисткам и геноциду украинцев.
23 октября 2022 года между ведущим российского пропагандистского канала RT Антоном Красовским во время передачи «Антонимы» и писателем Сергеем Лукьяненко состоялся такой разговор:

[Лукьяненко рассказал, что в 1980 году ещё ребёнком оказался в Украине, и украинские русскоязычные дети ему рассказывали, что Украина оккупирована «москалями»]
Красовский: «А прямо топить таких надо было в Тисине, там, где идёт утка. Прямо топить этих детей, топить… Вот сказал, что москали оккупировали — и сразу бросаешь в реку с буйным течением»
[Писатель на это ответил, что для этой цели «традиционно использовали розги»]
[Красовский, со своей стороны, предложил забивать детей в «пихтовую избу» в Карпатах и сжигать. Он также заявил, что Украина «вообще не должна существовать»]
[Лукьяненко возразил, что Украина должна существовать, потому что «там останется большое количество людей, с которыми не хотелось бы жить в одном государстве»]
Красовский: «Ну расстреляем»

[Во время разговора ведущий также высказал мнение, что украинские женщины «гробовые бы все потратили на то, чтобы их насиловали российские солдаты».]— 

### Антиукраинские нарративы в России
Российская традиция дегуманизации и разжигания ненависти к украинцам началась задолго до начала российско-украинской войны в 2014 году. С момента обретения Украиной независимости в 1991 году российская пропагандистская машина систематически обесценивала её, высмеивала, маргинализировала и навязывала ей исторические мифы.
Основные антиукраинские нарративы в России:
- Украина — несостоявшееся государство[52], которого не существовало до создания СССР
- украинцы — это «неправильные русские»[53], а украинской нации не существует[54][55][56][57]
- Украина — не суверенное государство, а финансируемый Западом «антироссийский проект» по дестабилизации России
- украинский язык — это искусственно созданный диалект русского языка с польским влиянием
- Украина — одно из самых коррумпированных государств в мире, поэтому она никогда не будет готова к членству в ЕС. Даже западное оружие крадут и продают в Россию
- Украинское правительство не самодостаточно и просто следует указаниям западных лидеров
- Украина должна быть «денацифицирована» за ущемление прав русскоязычного населения, а затем интегрирована в Россию
- Вооружённые силы Украины — «каратели» (после начала войны на Донбассе[58][59][60][61][62])

### Сленговые отсылки к украинцам и украинской культуре
Одной из популярных форм проявления неприязни к украинцам в России является использование уничижительного этностереотипного прозвища «хохол».
Также в российских СМИ встречаются украинизмы (иногда искажённые) с саркастичной или отрицательной окраской:
- мова (рус. язык, речь) — в значении украинский язык
- незалежная[65][66] (рус. независимая) — в значении Украина
- свидомит — смешение украинского свідомий, «сознательный, совестливый» и русского содомит
- зрада/перемога (рус. предательство/победа)
- майдаун[67] — слияние протестного движения на Майдане и дауна, человека с синдромом Дауна
- жовто-блакитный[68][69] (рус. жёлто-лазуревый)— в значении флаг Украины (в Конституции Украины цвет флага указан как жёлтый и синий, лазуревый цвет был указан ранее в Конституции УССР).

### Статус украинской государственной символики в России (с 2022 года)
После начала российского вторжения на Украину, несмотря на отсутствие официального запрета, в РФ фактически приравняли государственный герб Украины к экстремистской символике (называя его символом Организации украинских националистов). Также под фактический запрет (за «дискредитацию ВС РФ») попал флаг Украины и её гимн.

## Украинофобия в Украине

### До 2014 года
Во многом пристрастное отношение к украинскому государству и украинцам в самой Украине следует антиукраинским настроениям в России и во многих случаях местные представители антиукраинских движений исповедуют те же идеи, что и родственные им организации в России. В Украине существуют также остатки прошлого пренебрежения и предвзятости к украинскому языку и культуре. Такие украинофобские настроения нашли свое воплощение в рядах представителей отдельных политических партий Украины. Так член Партии Регионов и депутат Донецкого городского совета Николай Левченко в 2007 году вызвал волну недовольства общественности и даже членов собственной партии своими унизительными комментариями об украинском языке и литературе.
В число самых известных украинофобов на Украине относили Олеся Бузину. В своих книгах Бузина распространял идеи об «искусственности» государственности Украины и занимался «дегероизацией» культовых фигур и ключевых персон украинского национализма. Так, в книге «Вурдалак Тарас Шевченко» Бузина делал акцент на негативных моментах биографии Тараса Шевченко, чтобы выставить его в непривлекательном свете. Также Олесь Бузина имел привычку называть украинцев «хохлами».

#### В Крыму
В конце 1990-х главред газеты «Крымская правда» Михаил Бахарев заявлял, что украинский язык — это «язык черни», а в начале двухтысячных в статье «Мы вернемся к тебе, Родина!» вовсе утверждал, что украинцев как таковых не существует, это часть русского народа, которая говорит на диалекте русского же языка.
В 2006 году в АР Крым русские националисты на митинге требовали отменить на территории региона украинский язык.

### После 2014 года

#### В ДНР и ЛНР
Российские агитаторы занялись активным продвижением термина «Новороссия» в отношении частично оккупированной восточной части Украины. По некоторым оценкам, до 36 % материала в печатных СМИ ДНР И ЛНР было посвящено «формированию идентичности». Большая часть статей проводила параллели со Второй мировой войной и представляло войну в Донбассе как нападение украинских «неонацистов». В 2014 году разрабатывался специальный учебник истории «Союза народных республик».

#### В Крыму
Негатив в отношении Украины и всего украинского регулярно звучит из уст российских чиновников и депутатов в Республике Крым.
Председатель комитета российского парламента Крыма по культуре и вопросам охраны культурного наследия Николай Волков (ЛДПР) сравнил украинский флаг с фашистской символикой. По мнению Волкова, приравнивание флага Украины к экстремистской символике будет справедливым решением.
Спикер российского парламента Крыма Владимир Константинов летом 2022 года заявил:

Основной итог будет после завершения спецоперации, результатом которой станет уничтожение нацистского государства Украина. По моему мнению, это название должно исчезнуть, оно закончилось убийством людей, преступной идеологией, обанкротилось в прямом смысле. Само слово «Украина» чуждо, внесено поляками, его нужно искоренить…
При этом транслируемые крымскими политиками антиукраинские нарративы используются и простыми жителями региона. После аннексии Крыма Россией это стало государственной политикой.

## Украинофобия в Канаде
Во время первой мировой войны, когда Британская империя вступила в войну с Австро-Венгрией, в британском доминионе Канада около 100 тыс. иммигрантов — этнических украинцев из Галиции были лишены гражданских прав, включая право на голосование, в связи с тем, что Галиция входила в состав Австро-Венгерской империи. Именно оккупация Галиции Австро-Венгрией в своё время подтолкнула этих людей к эмиграции, однако канадские власти ввиду сильных антиукраинских настроений не приняли во внимание заверения британского правительства в том, что украинцам можно доверять. Несколько тысяч политически активных (а также безработных) этнических украинцев были даже интернированы в концентрационных лагерях на время войны.

## Украинофобия в Польше
Истоки украинофобии в Польше восходят ко временам существования Речи Посполитой и борьбы украинского народа за свою независимость. Усиление украинофобных тенденций наблюдалось в первой половине XX века, в том числе в гражданскую войну 1917—1922 годов, в 1930-е годы, во время Второй мировой войны и т. д. В 1930-х годах многие украинские общественные и политические деятели на территории Польши были репрессированы, угнетались украинский язык, православная вера и т. д.

## Украинофобия в Сербии
На территории бывшей Югославии и нынешней Сербии антиукраинизм впервые проявился в отношениях между отдельными группами иммигрантов (русских и украинцев), которые действовали в период между двумя мировыми войнами (1918—1941) на территории Королевство Югославия. В полемике с представителями проукраинских группировок некоторые члены пророссийских группировок высказывали различные антиукраинские позиции, на что представители проукраинских группировок ответили выражением антироссийских позиций.